# Le Perroquet vert (film, 1929)
Pour plus de détails, voir Fiche technique et Distribution.
Le Perroquet vert est un film français réalisé par Jean Milva, sorti en 1929. Ce film est l'adaptation du roman éponyme de Marthe Bibesco.

## Fiche technique
- Titre : Le Perroquet vert
- Réalisation : Jean Milva
- Scénario : Jacques de Casembroot
- Photographie : Marc Bujard
- Décors : Eugène Carré, Jean d'Eaubonne
- Superviseur : Henry Roussel
- Société de production : Films A.R.C.
- Société de distribution : Compagnie Vitagraph de France
- Pays de production :  France
- Langue : film muet avec les intertitres en français
- Format : Noir et blanc — 35 mm — 1,33:1 — Muet
- Dates de sortie :
  - France : 8 mars 1929[1] ou 19 octobre 1928[2]

## Distribution
- Édith Jéhanne : Natacha
- Max Maxudian : Le père
- Jeanne Bérangère : L'aïeule
- Pierre Batcheff : Félix Soltikoff
- Jim Gérald : Gordon
- Diana Kotchaki
- Mathilde Alberti : Nianka (créditée Madame Alberti)
- Vidoudez
- Suzanne Delprato